# Дики, Уильям (прыгун в воду)
Уильям Пол Дики (англ. William Paul Dickey; 20 октября 1874, Нью-Йорк, Нью-Йорк — 13 мая 1944, Сент-Питерсберг, Флорида) — американский прыгун в воду, чемпион летних Олимпийских игр 1904 года.
На Играх 1904 года в Сент-Луисе Дики участвовал только в прыжках на дальность. С результатом 19,05 м, он занял первое место и выиграл золотую медаль.